# Edmontonia
Edmontonia (pojmenována podle místa prvního nálezu – Edmonton v Kanadě) byl asi 6 až 7 metrů dlouhý a 3 tuny vážící býložravý dinosaurus. Žil před asi 76 až 69 milióny let (svrchní křída). Fosilie tohoto rodu byly objeveny v kanadské Albertě a americké Montaně a Texasu. Původně byly pojmenovány jako Palaeoscincus ("pravěký scink"), toto rodové jméno je však dnes již neplatné.

## Popis
Tento dinosaurus měl srostlými kostěnými pláty obrněnou hlavu, která měla díky zužujícímu se rypáku při pohledu shora tvar hrušky. Morfologie zubů a také lebky naznačuje, že si vybíral měkčí vegetaci. Disponoval také mohutnými dopředu směrujícími ostny na plecích, mezi kterými se nacházely ploché kostěné desky, chránící oblast mezi rameny a krkem. Díky nim se nemusel spoléhat jen na pasivní obranu před dravci, ale mohl na ně i zaútočit tak, že jim rozpáral břicho. Když to nepomohlo, trup a ocas měl dobře chráněný před zuby dravců kostěným pancířem, i když bez větších kostěných desek nebo ostnů. Dvojice největších kostěných ostnů na plecích byla jakoby rozťatá, vybavená dvěma hroty.

## Způsob života
Kostěné zbraně nemusel rod Edmontonia využívat jen na obranu před dravci, ale zároveň je mohli využívat samci po dobu vzájemného zápolení. Byl to převážně samotář, případně putoval krajinou v malých více či méně náhodných skupinách. Známějším příbuzným tohoto rodu byl například později žijící rod Ankylosaurus.